# Zarinoff Lebeouf
Rejean Gagnon, noto con gli pseudonimi Lumberjack Pierre e Zarinoff Lebeouf (Montreal, 13 febbraio 1939), è un ex wrestler canadese.
Noto per le sue apparizioni nella World Wide Wrestling Federation dove era membro del tag team The Yukon Lumberjacks.

## Carriera

### Inizi (1964–1975)
Nel 1964 entrò nella WWA dove lottò interpretando la classica gimmick del "russo cattivo" di nome "Igor Volkoff". Lasciò la compagnia nel 1969. Nel 1972 lavorò in Giappone per la International Wrestling Enterprise come "Buffalo Zarnoff". Lottò anche nelle zone di Portland, Vancouver, Montreal e in Minnesota.

### Promozioni varie (1975–1978)
Nel 1975 debuttò a San Francisco nella National Wrestling Alliance come "Soldier Lebeouf". Non riscosse grossi consensi a San Francisco, e se ne andò poco tempo dopo. Nella CWA Memphis adottò l'identità di "The Russian Stomper". Utilizzò la stessa gimmick nella Mid-Atlantic di Jim Crockett.
Tornò a Indianapolis, dove con il nome "Private Zarinoff Lebeouf" divenne membro del tag team The Legionnaires. Sostituì Private Don Fargo e lottò insieme a Sgt. Jacques Goulet.

### World Wide Wrestling Federation (1978–1979)
Zarinoff entrò nella World Wide Wrestling Federation nel 1978 con il ring name "Lumberjack Pierre", come membro del tag team The Yukon Lumberjacks (insieme a Yukon Eric).

#### World Tag Team Championship
Il 26 giugno 1978 The Yukon Lumberjacks sconfissero Dino Bravo e Dominic DeNucci vincendo il |WWF Tag Team Championship. Il 21 novembre persero le cinture in favore di Tony Garea & Larry Zbyszko. Quindi Pierre lottò alcuni match in qualità di jobber prima di lasciare la federazione nel 1979.

## Titoli e riconoscimenti
- World Wrestling Association

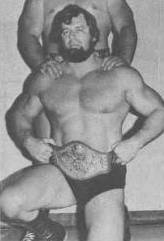
Lumberjack Pierre campione WWWF World Tag Team nel 1978

  - WWA World Tag Team Championship (3) – con Jacques Goulet (2) e Roger Kirby (1)[3]
- World Wide Wrestling Federation
  - WWWF World Tag Team Championship (1) – con Yukon Eric